# (172525) Adamblock
(172525) Adamblock est un astéroïde de la ceinture principale.

## Description
(172525) Adamblock est un astéroïde de la ceinture principale. Il fut découvert le 4 octobre 2003 à l'Observatoire Junk Bond par David Healy. Il présente une orbite caractérisée par un demi-grand axe de 2,35 UA, une excentricité de 0,02 et une inclinaison de 3,8° par rapport à l'écliptique.

## Compléments